# A ti se ne daj
A ti se ne daj prvi je studijski album zagrebačkog rock glazbenika Drage Mlinarca, koji izlazi 1971.g. Album je trebao biti objavljen pod etiketom "Grupe 220", međutim prilikom snimanja odlučilo se da bude objavljen kao prvijenac Drage Mlinarca. Materijal za album, Mlinarec je pisao od 1966. do 1970., a na ploči se našla tema "Posmrtna osveta", koju je napisao davne 1888. Rikard Katalinić Jeretov. Također se nalazi i obnovljena verzija skladbe "Grad" od sastava "Grupa 220", a najbolje kod publike prolaze skladbe "Ja sam feniks" i "Pop pjevač". Na snimanju materijala sudjelovali su Husein "Hus" Hasanefendić, Ivan "Piko" Stančić, Nenad Zubak i Brane Živković. Album se sastoji od devet skladbi i njihov producent je Fran Potočnjak.

## Popis pjesama
1. "Pop pjevač" (3:50)
2. "Moje lađe" (3:42)
3. "Srebri se mraz" (4:20)
4. "Ja sam Feniks" (3:58)
5. "A ti se ne daj" (3:10)
6. "Bar dok si tu" (2:59)
7. "Izgleda ostat ćes sam" (4:26)
8. "Grad" (5:39)
9. "Posmrtna posveta" (6:16)

## Izvođači
- Drago Mlinarec - vokal, gitare
- Husein Hasanefendić - gitare
- Ivan Piko Stančić - bubnjevi
- Nenad Zubak - bas-gitara
- Brane Živković - klavijature, flauta

## Vanjske poveznice
- Diskografija Drage Mlinarca